# Jehlicska Ferenc
Jehlicska Ferenc (szlovákul: František Jehlička; Jókút, 1879. január 20. – Bécs, 1939. január 3.) teológiai tanár és szakíró.

## Élete
A középiskoláit Szakolcán, Pozsonyban és Esztergomban, a teológiát a bécsi Pazmaneumban végezte, ahol 1902. július 14-én pappá szentelték. 1905-ben teológiából doktorált. Modorban lett káplán és az állami tanítóképző hitoktatója. 1904-től Pozsonyban volt káplán és a katolikus munkásegyesület elnöke. 
1906-ban a bazini kerületben szlovák nemzetiségi programmal országgyűlési képviselővé választották, 1907-ben azonban mandátumáról lemondatták, és Budapesten kinevezték tabáni káplánnak. 1909-től a Szent Szív zárda házi lelkésze és hitoktatója. 1910-ben a budapesti egyetem hittudományi karán a társadalmi erkölcstan magántanárává képesítették, melynek 1915-től nyilvános rendkívüli tanára.
Klerikális oldalról durván támadta Pikler Gyula egyetemi tanár belátásos elméletét.
1918 novemberében miután egy cikkében az alakuló Csehszlovákia hívének vallotta magát, állásától megvált és visszaköltözött szülőföldjére. A csehszlovák Forradalmi Nemzetgyűlés képviselője lett, de hamarosan megfosztották mandátumától. 1919-ben a csehszlovák kormányzat a pozsonyi Erzsébet Tudományegyetem megszállása után annak kormánybiztosává nevezte ki. 1921 márciusában az önálló szlovák állam melletti izgatásáért köröző levelet adtak ki ellene, a letartóztatás elől Lengyelországba menekült. 1923-tól Varsóból a szlovák önrendelkezés eszméjének terjesztésére az Egyesült Államokba költözött, és Washingtonban egyetemi tanár lett. 1926-tól Bécsben telepedett le, és 1927-1938 között szerkesztette az Egyesült Államokban megjelenő szlovák Samostatnosť lapot. 1932-ben a Genfben megalakult Szlovák Nemzeti Tanács elnöke lett. 
Pozsonyban szerkesztője volt a Katholické Noviny hetilapnak. 1911-1912-ben Nagyszombatban a Spisy poučné a obranné, 1915-1917 között szerkesztője a Rózsahegyen kiadott Knižnica Svätej Rodiny sorozatnak.

## Elismerései
- 1916-tól a Szent István Akadémia I. osztályának tagja, melyről később lemondott.

## Művei
- 1907 Steni Volcia. Nagytapolcsány.
- 1908 Pikler belátásos elmélete, Pikler jogbölcseletének és világnézetének kritikai vizsgálata. Budapest.
- 1908 Társadalmi kérdés és etika. Budapest. [Szent-István-Társulat]
- 1908 A marxista vallásbölcselet forrása és lényege. Hittudományi Folyóirat
- 1909 Az emberi élet a keresztény erkölcstanban. Monográfia a morálteológia és a társadalmi erkölcstan köréből.
- 1911 O tlači. Nagyszombat.
- 1911 Tolstoj Leó: "Fiat iustitia - pereat cultura!". Katholikus Szemle 1911, 3-9.
- 1912 Erkölcs és vallás. Budapest.
- 1912 Szociáldemokrácia a náboženstvo. Nagyszombat.
- 1913 A modern polgári jog és a katholikus keresztény erkölcstudomány. Budapest.
- 1915 A jó testvérek, vagyis a testvéri egyetértésről. Népiratkák 301. Budapest.
- 1915 Uralkodjunk fájdalmunkon. Vigasztalás az elesettek hozzátartozóinak. Népiratkák 303. Budapest.
- 1915 A pénz és a boldogság, vagyis a meggazdagodásnak túlságos vágyáról. Népiratkák 304. Budapest.
- 1916 Erkölcsi és társadalmi jólét, társadalmi etika. Budapest.
- 1916 A lelki béke. Budapest.
- 1916 Utánzás és majmolás. Budapest.
- 1916 Veliké prikazánie čili O láske k blížnému. Rózsahegy.
- 1916 O bratskej svornosti. Rózsahegy.
- 1916 Öngyilkos felebarátaink. Budapest.
- 1916 Közvélemény. Budapest.
- 1916 Slabé duše čili a falošnej stydlivosti. Rózsahegy.
- 1916 Az Úristen malmai. Budapest.
- 1916 Társadalmi jólét. Budapest.
- 1920 Kto je a čo chce. Cleveland.
- 1932 Reply to Mr. R. W. Seton Watson book „Slovakia then and now”. Vienna.
- 1933 La revision et les Slovaques. A revízió és a szlovákok. Budapest.
- 1934 A new forged document made use by the Czechs in Geneva and London. Wien.
- 1935 Le problème Slovaque. Budapest-Genf.
- 1935 Quo vadis slowaczyzno? Warszawa.
- 1935 Aide-memoire du Conseil Slovaque présenté a la Société des Nations au sujet du bolchevisme et du problème slovaque. Genève. (tsz. Dvortsák Győző - Unger Ferenc)
- A 10 cseh csapás Szlovenszkóban. Szomorú jubileum. Verjük ki a cseheket.